# Eriocaulon selousii
Eriocaulon selousii är en gräsväxtart som beskrevs av Sylvia Mabel Phillips. Eriocaulon selousii ingår i släktet Eriocaulon och familjen Eriocaulaceae. IUCN kategoriserar arten globalt som starkt hotad. Inga underarter finns listade i Catalogue of Life.